# Certificate Validation Service
Ein Certificate Validation Service (CVS) ist ein Dienst, welcher die Gültigkeit von digitalen Signaturen überprüft.
Hierbei kommt das Server-based Certificate Validation Protocol (SCVP) oder das Online Certificate Status Protocol (OCSP) zum Einsatz, über das Clienten das Certificate Validation Service nutzen können.
Das Certificate Validation Service greift intern auf einen Certificate Trust Store zu, in dem die zu vertrauenden öffentlichen Schlüssel hinterlegt sind.